# Naitaba
Naitaba (Naitauba, Naitaba), est une île du nord de l'archipel de Lau (iles Fidji) de 2,4 km de diamètre. L'île est volcanique entourée de corail et s'élève à 186 m sur un plateau vers l'extrémité sud de l'île. L'île est couverte de forêts. Les noix de coco sont cultivées pour le coprah. Une barrière de corail entoure complètement l'île.

## Histoire

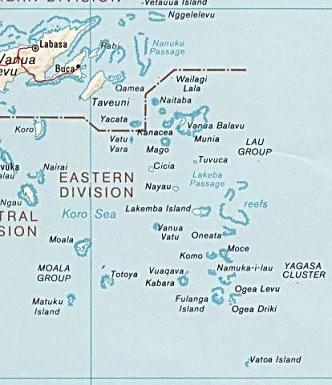
Naitauba dans les Îles Lau

En 1789, le capitaine William Bligh, chassé par les mutins du Bounty, passe au large de l'île avec 18 de ses compagnons sans oser s'y arrêter, ayant aperçu des sauvages armés de lances sur le rivage.
Le premier propriétaire de l'île est William Hennings, consul allemand aux Fidji. Il y fait commerce de coprah. Il achète l'île ainsi que celle de Mago en 1862.
En 1877, les frères Walter et Herbert Chamberlain, oncles du premier ministre britannique Neville Chamberlain, associés à quelques entrepreneurs aventuriers, rachètent l'île à Hennings, pour 7 250 livres sterling.
Ils la lui revendent à perte en 1899 (4 000 livres sterling), après de mauvaises affaires.
L'île revient à nouveau à la famille Hennings de 1899 à 1965. Elle l'exploite comme plantation de coton et de coprah.
En 1932, le navigateur solitaire Fred Rebell fait escale sur l'île. Il y est reçu et hébergé pendant une dizaine de jours par la famille Hennings qui lui fait visiter la plantation prospère.
En 1965, l'acteur Raymond Burr et son partenaire Robert Benevides achètent 1 625 ha sur l'île, pour poursuive l'exploitation du coprah et élever des bovins.
L'île est vendue en 1983 à un adepte d'Adi Da (alias Franklin Albert Jones), au prix de 2,1 millions de dollars. Avec une quarantaine de disciples, le gourou crée un ashram et s'y livre à diverses pratiques spirituelles et sexuelles controversées, jusqu'à sa mort en 2008. L'île reste aujourd'hui un lieu de pèlerinage et de culte pour les disciples d'Adi Da Samraj.